# Mártires de Carbayín
Mártires de Carbayín hace referencia a 24 hombres que fueron detenidos y encerrados durante días antes de ser asesinados en El Rosellón (pueblo de la parroquia de Santiago de Arenas), una parroquia perteneciente al concejo de Siero, en el Principado de Asturias (España). El suceso tuvo lugar en 1934, una vez finalizada la Revolución de octubre.

## Antecedentes: la Revolución de octubre
Entre el 5 y el 19 de octubre de 1934 tuvo lugar una huelga general revolucionaria en España, también conocida como Revolución de octubre.
Los principales núcleos de la revolución fueron Cataluña y Asturias, donde se produjeron los hechos más graves. También el País Vasco, las cuencas mineras de varias provincias castellanas y la ciudad gallega de Ferrol.
En noviembre de 1933 se celebraron las segundas elecciones generales de la II República —las primeras en las que las mujeres pudieron votar—. El Partido Republicano Radical (PRR), de ideología centrista radical, forma gobierno con el respaldo de la Confederación Española de Derechas Autónomas (CEDA). Sin embargo, en octubre de 1934, esta retira su apoyo a los radicales y consigue incluir a tres de sus ministros en el gobierno con la ayuda del presidente Alcalá-Zamora.
Este movimiento no fue del agrado en el PSOE, que decidió pasar a la acción. El 5 de octubre, la UGT, dirigida entonces por Francisco Largo Caballero —líder también del PSOE—, declaró la huelga general que, convertida en acción insurreccional, gozó de una elevada participación, aunque fue rápidamente aplacada por el Gobierno de la República.
En zonas como Andalucía, Aragón, Madrid, Extremadura, La Rioja, Navarra o Castilla-La Mancha, la huelga no existió o tuvo solamente algún pequeño foco aislado de insurrección.
En Cantabria y en el País Vasco sí se produjeron hechos graves y hubo que lamentar muertos. En Mondragón (Guipúzcoa) fue asesinado el político Marcelino Oreja Elósegui.
En Cataluña se llegó a proclamar el Estado Federal Catalán en la noche del 6 al 7 de octubre. Al día siguiente se declaró el estado de guerra. El ejército dominó la situación y el presidente Lluís Companys fue detenido. Murieron cerca de cuarenta personas.

## La revolución en Asturias
A diferencia del resto de España, en Asturias la CNT —organización de gran importancia histórica en el movimiento obrero español— se integró dentro de la Alianza Obrera, lo que significó una gran ventaja de cara al triunfo de la insurrección.
Los obreros estaban organizados y unidos. Tenían armas y dinamita y contaban con el apoyo de la sociedad. También con el del diario socialista Avance, que se convirtió en el órgano de prensa de la revolución que se planeaba y que fue por ello represaliado; a pesar de todo, su tirada aumentó y se produjeron huelgas mineras cuando el gobierno trató de cerrarlo.
Los ejes principales de la revolución asturiana fueron las cuencas mineras del Caudal y del Nalón, donde los mineros lograron atacar y ocupar más de veinte cuarteles de la Guardia Civil durante el primer día; y las ciudades de Oviedo y Gijón. A los pocos días de iniciarse la rebelión, casi toda Asturias estaba ya en manos de los obreros, que llegaron a contar con 30000 hombres.
La reacción gubernamental no se hizo esperar: las tropas entraron en la región por cuatro frentes y fueron avanzando hacia los principales focos. Tras un primer desistimiento por parte del Comité Revolucionario, este volvió a formarse y se continuó la lucha hasta la caída de Oviedo, el 13 de octubre. Un tercer Comité Revolucionario pactó finalmente la rendición en Mieres, último reducto de la resistencia obrera.
No hay acuerdo sobre el número de muertos de la Revolución Asturiana. Historiadores como Julián Casanova o Hugh Thomas consideran que la insurrección dejó 2000 muertos. A ello se añaden los daños en el patrimonio de pueblos y ciudades como Oviedo, que quedó asolada tras incendios y pérdidas irreparables, desaparición de reliquias y de valiosos fondos bibliográficos. 

## Detenciones y asesinatos
La represión posterior fue brutal: se sucedieron las persecuciones, detenciones y torturas por parte de la Guardia Civil a vecinos que habían participado o habían tenido un papel destacado en la insurrección.
Entre los días 20 y 21 de octubre de 1934, fueron detenidos varios hombres de la zona de la cuenca del Nalón. El principal motivo de las detenciones fue la simple sospecha de haber participado en la revolución. Los encerraron en diversos lugares, entre ellos la Casa del Pueblo de Sama de Langreo. Durante la madrugada del 24 fueron conducidos a un monte cercano, próximo al Pozo Mosquitera. Los 24 sospechosos de golpismo fueron salvajemente mutilados y torturados hasta la muerte; algunos tenían la mandíbula desencajada, heridas de bayoneta, tierra en la boca y gestos faciales que hicieron suponer que quizás fueron enterrados vivos. Unas mujeres que pasaban por la zona descubrieron días después la fosa común en la que habían depositado los cadáveres.
Entre los detenidos había socialistas, comunistas, cedistas, mineros, etc. Había incluso un joven de 16 años, hijo de un militante también detenido en este grupo. Ninguno había sido juzgado por ningún hecho criminal. Uno de estos hombres era el militante comunista Antonio Flórez, hermano de la considerada última miliciana socialista española viva, Ángeles Flórez Peón, Maricuela .
La opinión generalizada es que este episodio constituyó un acto de represalia por el asalto al cuartel de la Guardia Civil de Sama durante los días de la insurrección. Se da la circunstancia de que la operación fue dirigida por el teniente Rafael Alonso Nart, hermano de José Alonso Nart, también mando de la Benemérita, asesinado cuando huía del mencionado cuartel.
El suceso de Carbayín perdura hoy día en la memoria colectiva de los habitantes de las cuencas mineras asturianas; cada año se suceden los actos de homenaje y recuerdo a los asesinados.